# Gobiconodòntids
Els gobiconodòntids (Gobiconodontidae) són un grup de mamífers extints que visqueren durant el Cretaci inferior en allò que avui en dia és Nord-amèrica, Europa, Àfrica i Àsia. Pertanyien al grup dels triconodonts.

## Filogènesi
Cladograma segons el treball de Marisol Montellano, James A. Hopson, James M. Clark (2008) i Gao et al. (2010).
|  | ? Meemannodon |
|  |               |
|  | Repenomamus   |
|  |               |

|  | Gobiconodon (incloent-hi Guchinodon) |
|  |                                      |
|  | Huasteconodon                        |
|  |                                      |

|  | ? Meemannodon |
|  |               |
|  | Repenomamus   |
|  |               |

|  | Gobiconodon (incloent-hi Guchinodon) |
|  |                                      |
|  | Huasteconodon                        |
|  |                                      |

|  | ? Meemannodon |
|  |               |
|  | Repenomamus   |
|  |               |

|  | Gobiconodon (incloent-hi Guchinodon) |
|  |                                      |
|  | Huasteconodon                        |
|  |                                      |

|  | ? Meemannodon |
|  |               |
|  | Repenomamus   |
|  |               |

|  | Gobiconodon (incloent-hi Guchinodon) |
|  |                                      |
|  | Huasteconodon                        |
|  |                                      |